# Neotypus taiwanus
Neotypus taiwanus là một loài tò vò trong họ Ichneumonidae.